# ローレンス・ハモンド
ローレンス・ハモンド (Laurens Hammond、1895年1月11日生まれ、1973年7月1日没) は、アメリカ合衆国のエンジニアであり、発明家である。彼の発明品には、ハモンドオルガンや、時計、世界初のポリフォニック・シンセサイザー「ノバコード」の発明者でもある。

## 生い立ち
ウィリアム・アンドリューとイディア・ルイーズ・ストロング・ハモンドの四人兄弟の末っ子としてイリノイ州エバンストンで生まれた。幼い頃から技術力で頭角を表していた。彼の父ウィリアムは、自身が創始したイリノイ州の第一国立銀行が破綻したため、1897年1月に自殺している。その後、芸術家だった妻イディアは、自身の研究のため、家族とともにフランス、ドイツにわたり11年間過ごしている。

## 初期の発明
一家は1909年イリノイ州エバンストンに戻るが、当時14歳のハモンドはフランス語やドイツ語に堪能になっていた。ヨーロッパに滞在中に、彼は自動車のオートマチックに関するシステムの設計をしていた。母親の勧めでこの設計をフランスの自動車メーカー、ルノーのエンジニアに提案したものの、この提案は受け入れられなかった。彼の最初の特許は1ドルで売れる安価な気圧計に関するものだった。

## 大学と兵役
ハモンドはコーネル大学で機械工学を学び、デルタウプシロン（通称DU）のメンバーだった。1916年に優秀な成績で卒業した。アメリカ合衆国が第一次世界大戦に突入したとき、ハモンドはフランスのアメリカ遠征軍である第16連隊エンジニア（鉄道）に仕え、大尉に昇進した。

## 彼の発明品
戦争が終わると、船用エンジンを製造していたグレイ・モーター社の主任エンジニアとしてデトロイトで働き、その後1919年にニューヨークに移った。
1922年、ハモンドは映画を特殊な眼鏡で3D映像が見ることができるTeleview(英語版)を発明した。これは1922年上映されたサイレント映画"The Man from M.A.R.S."のためのものだった。1922年12月、ニューヨークのセルウィン劇場で初演されると、とても高い評価を得たものの、導入するために高価な装置を購入する必要があり、コスト面の課題があったため、二度と使われることはなかった。その後、この映画は"Radio-Mania"と改名され、通常の2D映画として公開された。
その後、彼が持っていた同期電動機（シンクロナス・モーター)の技術を基に、1928年にシカゴの食料品店の二階で、6人の従業員と共にハモンド時計会社を設立した。商況は好調で、すぐに大きな工場へと成長した。ハモンドは、電動ブリッジ卓などの発明品を担当していた。

## ハモンドオルガンの発明
1933年、ハモンドは中古のピアノ一台を購入し、鍵盤部分のみを取り出して、コントローラーに改造した。そのコントローラーをもとに、さまざまな音声生成方法について研究した。ハモンドは「磁場で動く金属が電流を作りだす」という原理の応用に、自ら開発した同期電動機を使うトーンホイールジェネレーターを発明し、さらに音色を豊かにするためにドローバーを組み込んで、1934年、画期的なオルガン(ハモンドオルガン)を完成させた。この画期的な発明は、当時産業界全体に大きな反響を呼び、自動車王ヘンリー・フォードがその技術と音色に魅せられて1号機から6号機までを購入したというエピソードも残っている。
1934年1月19日に特許を出願すると、特許庁は、当時大恐慌で失業が問題になっており、これが雇用の創出につながるとして速やかに認可した。
ハモンドオルガン発明の功績により、1940年、フランクリン協会からベンジャミン・フランクリンメダルが授与されている。

## 参照
1. ↑   The Name's Familiar II. Gretna: Pelican Publishing Company. (2001). pp. p. 154
2. 1 2 3   Historical Gazetteer of the United States. Routledge. (2006). pp. p. 284
3. ↑  『Clocks Were Not the Only Thing』NAWCC Bulletin. National Association of Watch and Clock Collectors、2001年、43: 167頁。
4. ↑  Soister, John T.『American Silent Horror, Science Fiction and Fantasy Feature Films, 1913-1929.』Henry Nicolella, Steve Joyce、McFarland & amp; Company, Inc., Publishers、Jefferson、2012年、P383頁。ISBN 978-0-7864-8790-5。OCLC 797916368。
5. ↑  “ハモンドオルガンとは?レスリースピーカーとは？”.   鈴木楽器製作所. 2021年6月28日閲覧。

The most comprehensive source on Laurens Hammond's life and inventions is the book by Stuyvesant Barry, Hammond as in Organ: The Laurens Hammond Story. This book was never published, but is available on the web at The Hammond Organ Story.